# Залізобетонні труби

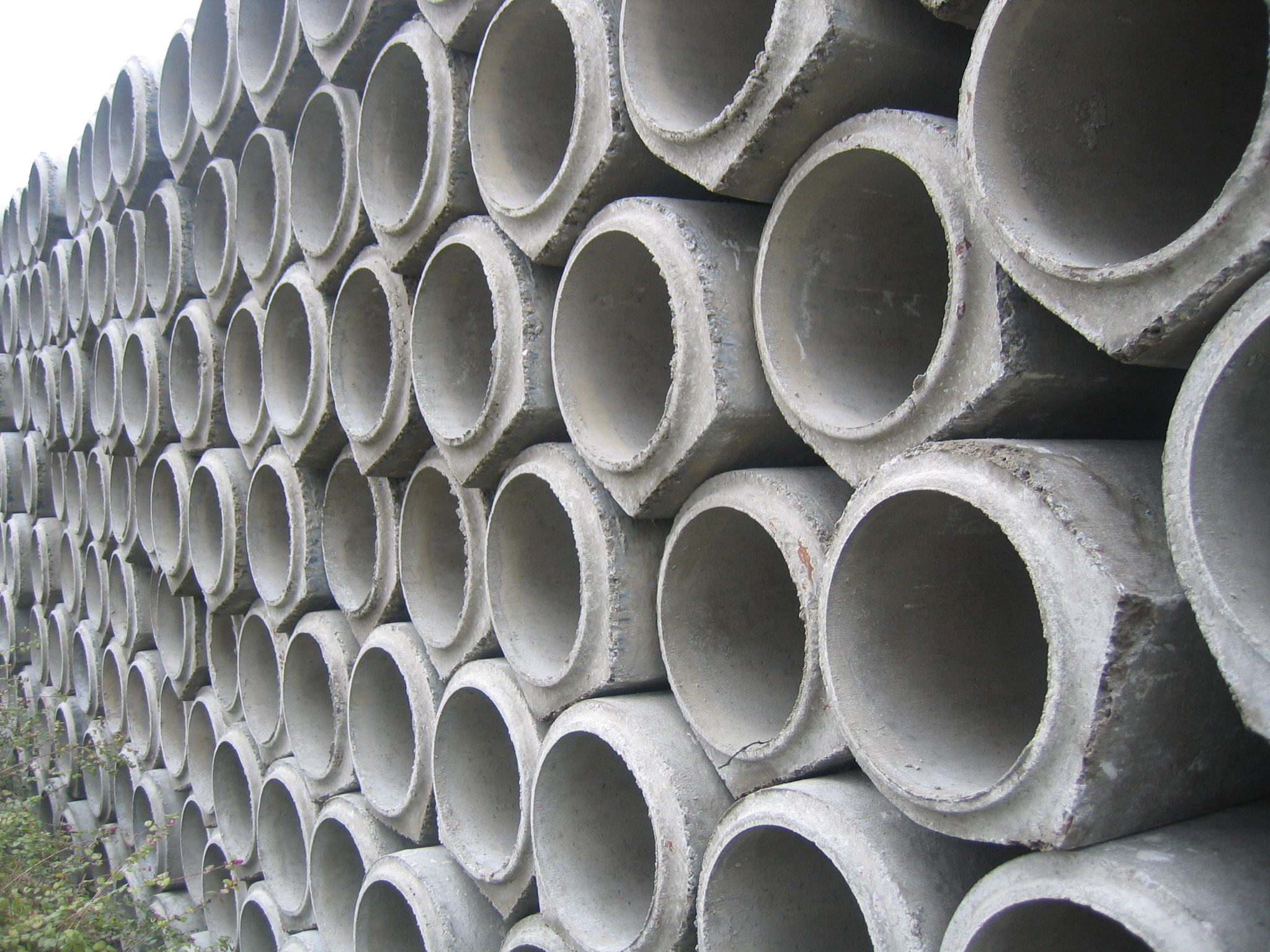
Залізобетонні труби з плоским фасетом

Залізобетонні труби виготовляють діаметром від 500 до 1600 мм, довжиною від 2 до 4 м, на максимальний робочий тиск до 1,5 МПа, методом вібропресування та центрифугуванням з попереднім напруженням арматури (табл. 6.16). З'єднують розтрубні залізобетонні труби гумовими кільцями з
подальшим забиванням стику цементним розчином або іншим герметиком.
До недоліків залізобетонних труб слід віднести велику масу, низький допустимий внутрішній тиск, аморфність структури, яка погіршує сприйняття до розтягувальних напружень. Недоліки ці частково усуває застосування полімерних добавок, що у порівнянні із звичайними бетонами збільшує у 1,5 рази міцність та жорсткість матеріалу, удвічі підвищує морозостійкість та зменшує масу труб.
Переваги залізобетонних труб — низька вартість, малі витрати металу та усталена гладкість внутрішньої поверхні; недоліки — схильність до руйнування при взаємодії з агресивними щодо бетону середовищами та твердими частинками підвищеної абразивності, а також при динамічних навантаженнях. Застосовують залізобетонні труби у системах водовідведення (каналізації), самопливного та низьконапірного гідротранспорту.